# Narcisse d'Asso
Narcissus assoanus
Pour les articles homonymes, voir Asso (homonymie).
Espèce
Classification APG III (2009)
Statut de conservation UICN

 LC  : Préoccupation mineure
Le narcisse d'Asso (Narcissus assoanus, syn. N. requienii M.J.Roemer, N. juncifolius auct. non Salisb.), parfois appelé aussi narcisse à feuilles de jonc, est une petite plante printanière à fleurs jaunes poussant souvent en abondance dans les collines pierreuses calcaires des régions méditerranéennes (garrigue), jusqu'à 1200 mètres. Il appartient au genre Narcissus et à la famille des Amaryllidacées.

## Description
C'est une petite plante ne dépassant pas 20 cm, à deux ou quatre feuilles basales vertes, linéaires, filiformes. La tige est grêle, ne portant en principe qu'une fleur. Les six tépales et la couronne, à l'extrémité d'un long tube vert-jaune, sont exactement de la même couleur (jaune doré). La couronne, en coupe, est légèrement crénelée.
- Floraison : de mars à mai.
- Pollinisation : entomogame.
- Dissémination : barochore.

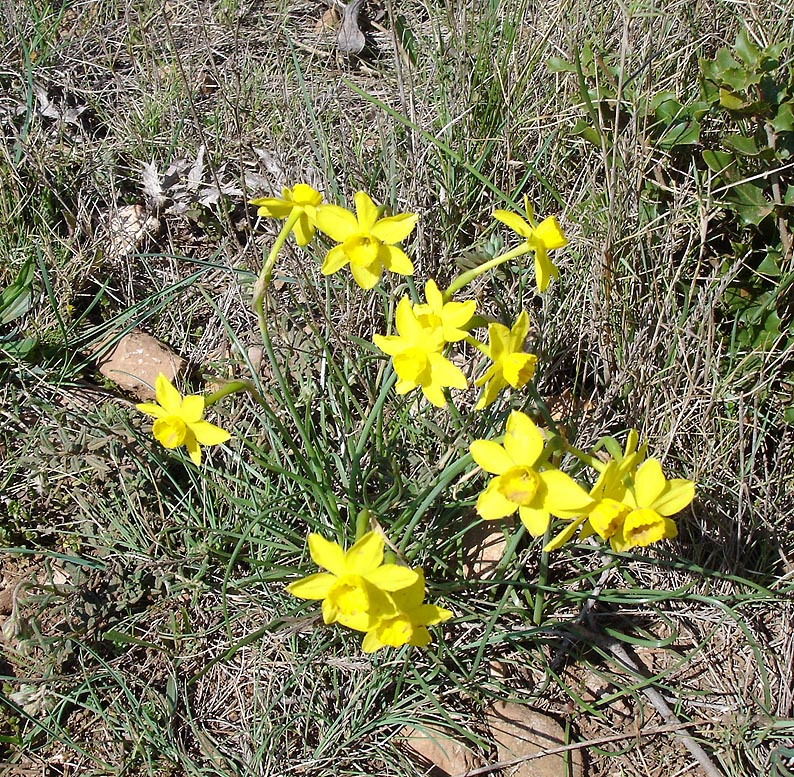
Touffe de narcisse d'Asso
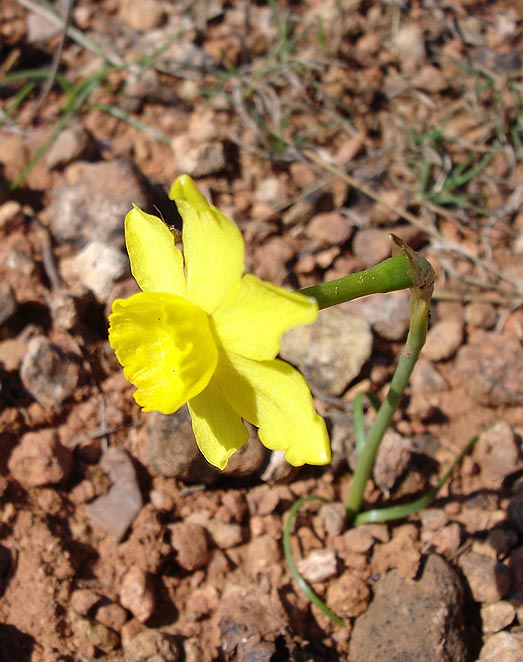
Une fleur aimant les sols arides
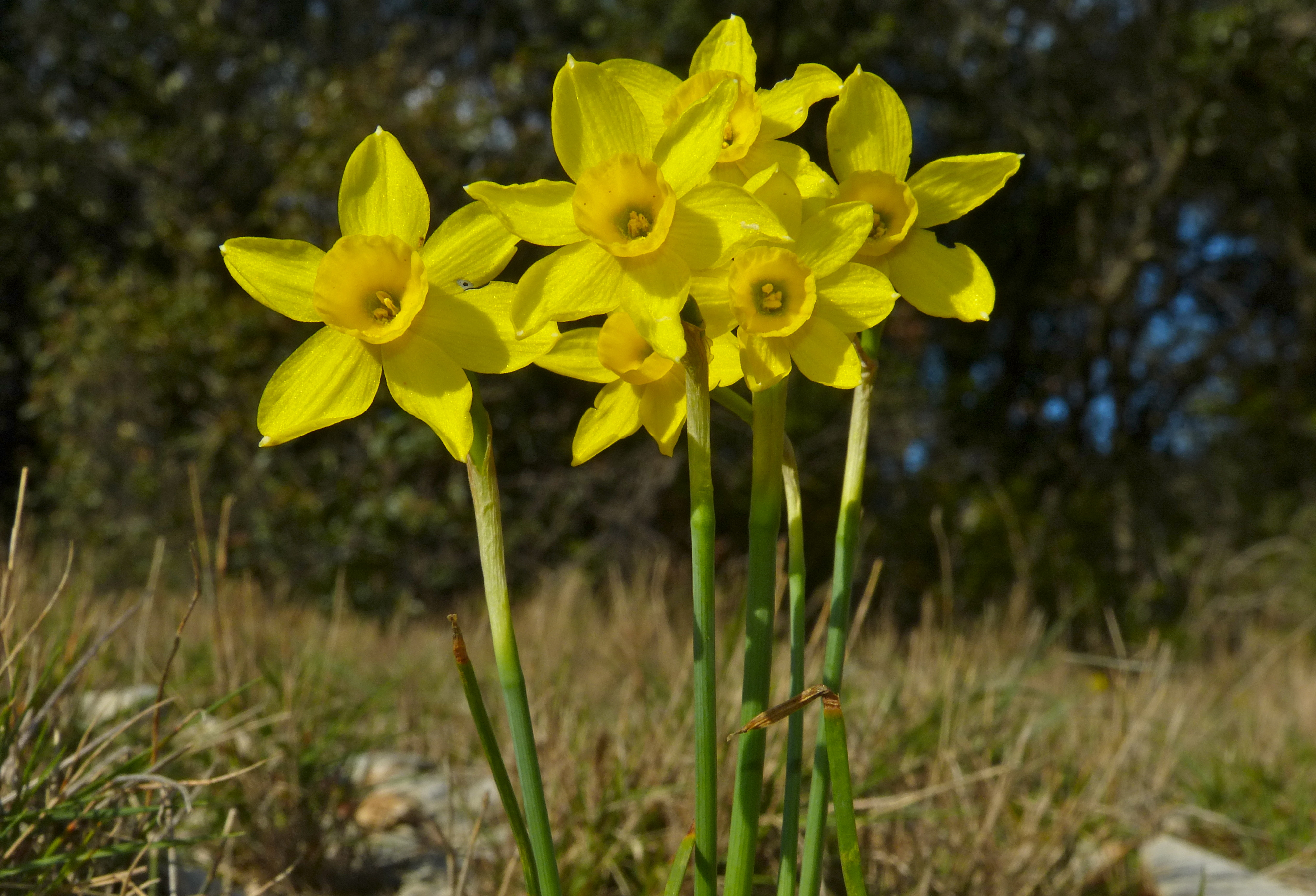
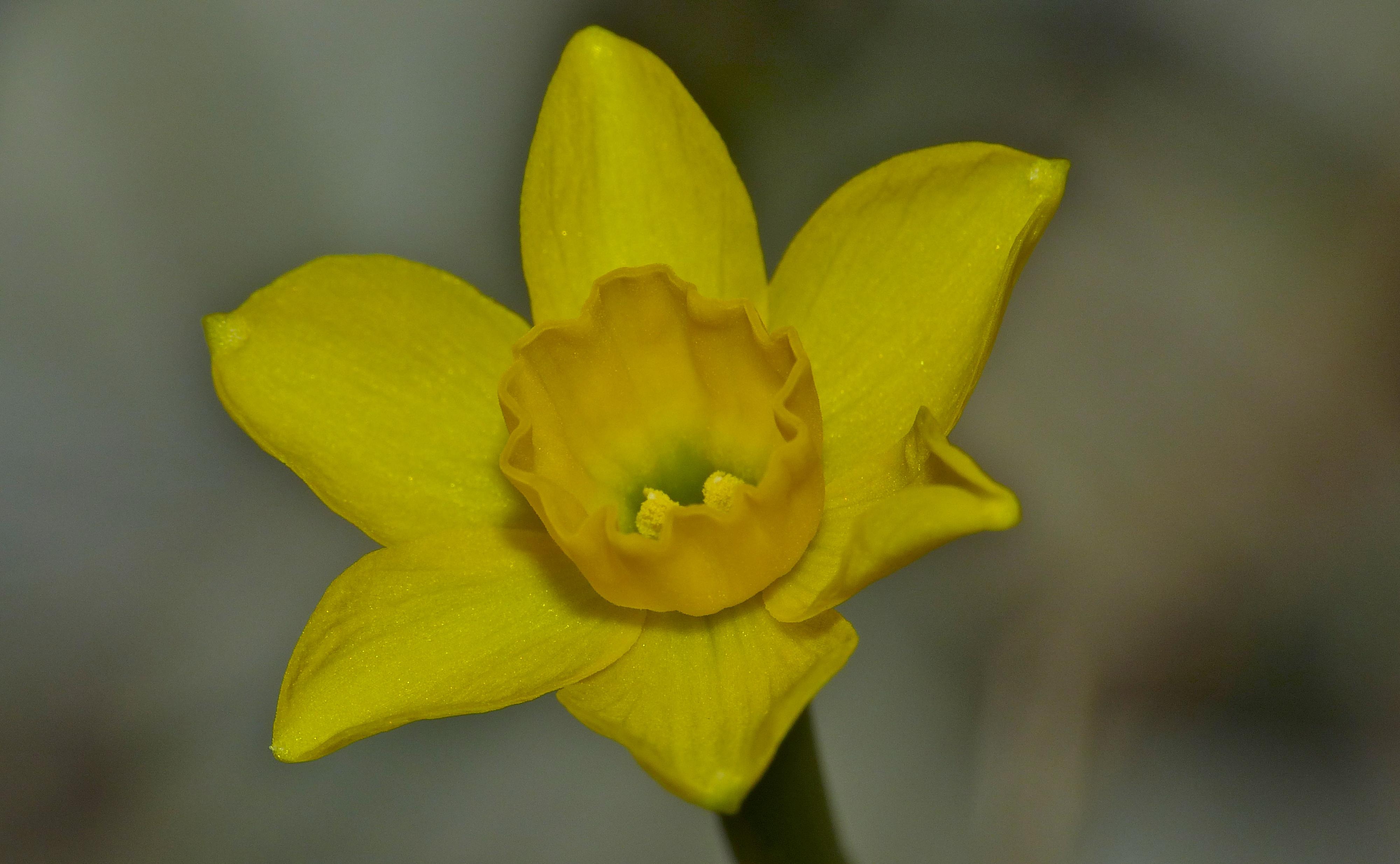
Fleur
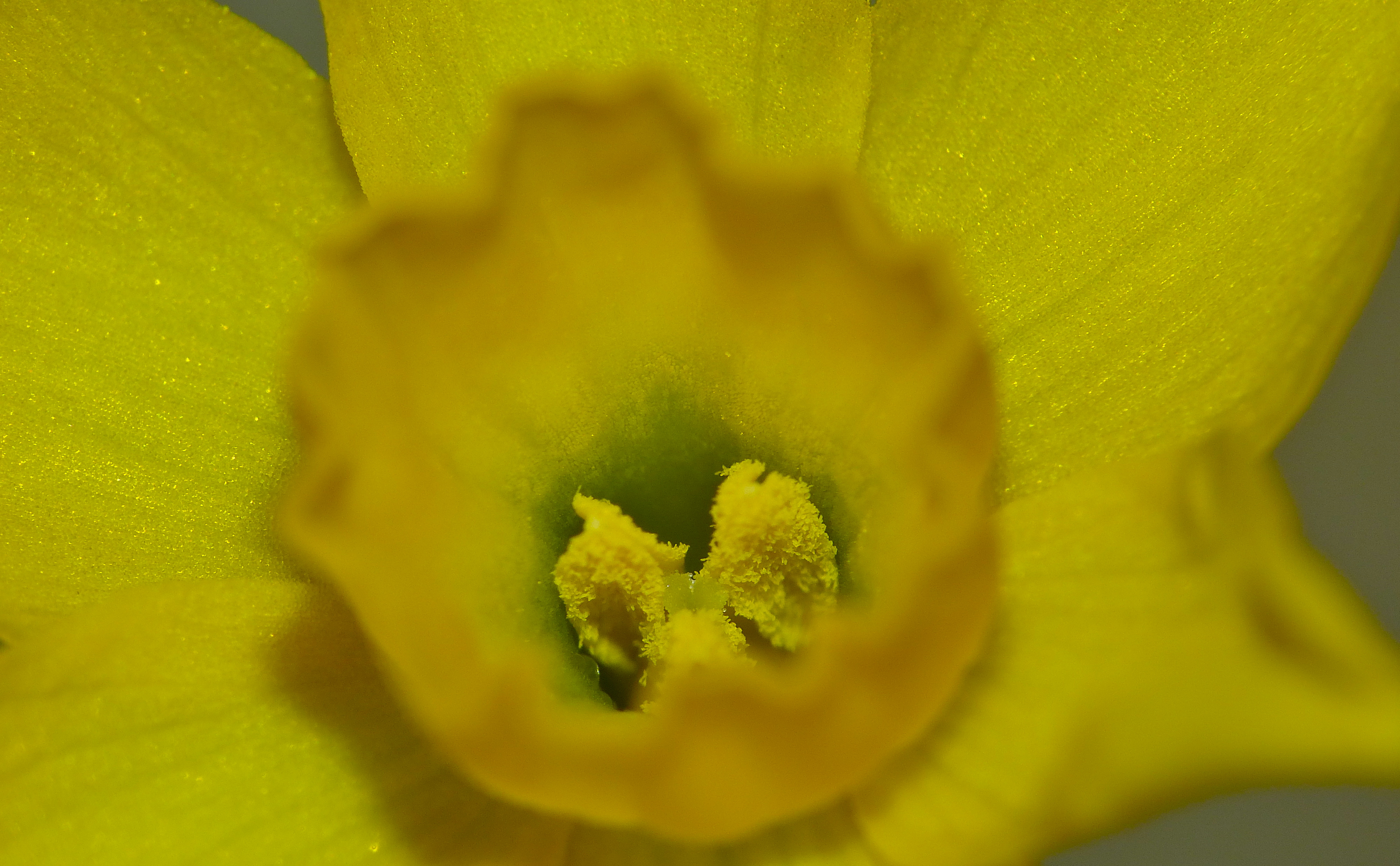
Détail de la fleur